# RDS-1
RDS-1, cunoscut și ca Izdeliye 501 (dispozitivul 501), (sau Joe-1, denumirea data de Statele Unite) a fost primul test sovietic al unei bombe atomice. Dispozitivul a fost unul cu implozie, asemănător bombei Fat Man lansată asupra orașului japonez Nagasaki. Bomba nucleară a fost detonată pe 29 august 1949 la ora 7 AM, la Semipalatinsk în RSS Kazahă.

## Legături externe
- Filmare a testului nuclear RDS-1[nefuncțională]